# Lista cinematografelor din București

Cinematograful Eforie

Această pagină listează cinematografele din București, incluzând locații de tip multiplex, cinematografe de artă și săli cu specific istoric.
- Cinematografe de artă
  - Cinema Elvire Popesco
  - Cinema Europa
  - Cinema Muzeul Țăranului
  - Cinema Union
  - Cinemateca Eforie

- Cinematografe multiplex
  - Cinema City Cotroceni
  - Cinema City Mega Mall
  - Cinema City ParkLake
  - Cinema City Sun Plaza
  - Cinemax Veranda
- *Cineplexx Băneasa
  - Cineplexx Titan
  - Happy Cinema Vitantis
  - Hollywood Multiplex
  - Movieplex

## Denumirea cinematografelor în anul 1944
Numele și adresa următoarelor săli de cinematograf sunt preluate din ziarul „Scânteia”, octombrie 1944
- Cinematograful Aida
- Cinematograful Alcazar
- Cinematograful American
- Cinematograful Aro
- Cinematograful Astoria

- Cinematograful Barcelona

- Cinematograful Capitol
- Cinematograful Carmen
- Cinematograful Carmen Sylva
- Cinematograful Casandra
- Cinematograful Clasic
- Cinematograful Colorado
- Cinematograful Corso

- Cinematograful Dacia
- Cinematograful Diana

- Cinematograful Eldorado
- Cinematograful Elisee
- Cinematograful Fantasio
- Cinematograful Femina
- Cinematograful Florida
- Cinematograful Frankin

- Cinematograful Gloria

- Cinematograful Ileana
- Cinematograful Izbânda

- Cinematograful Marna
- Cinematograful Marconi
- Cinematograful Model
- Cinematograful Milano
- Cinematograful Miorița
- Cinematograful Monia

- Cinematograful Nero
- Cinematograful Noni
- Cinematograful Nissa

- Cinematograful Odeon
- Cinematograful Omnia

- Cinematograful Pache
- Cinematograful Bd. Palas
- Cinematograful Paris
- Cinematograful Pax
- Cinematograful Picolo

- Cinematograful Regal
- Cinematograful Rex
- Cinematograful Roma

- Cinematograful Scala
- Cinematograful Select
- Cinematograful Splendid

- Cinematograful Tomis
- Cinematograful Trianon

- Cinematograful Unirea
- Cinematograful Volga
- Cinematograful Venus
- Cinematograful Vergu
- Cinematograful Victoria

## Denumirea cinematografelor în 1947
Numele următoarelor săli de cinematograf sunt preluate din ziarul Scînteia din lunile ianuarie și noiembrie 1947.
- Cinematograful Aida
- Cinematograful Alcazar
- Cinematograful Alianța
- Cinematograful American
- Cinematograful Aro
- Cinematograful B. Palace
- Cinematograful Barcelona
- Cinematograful Capitol
- Cinematograful Casandra
- Cinematograful Central
- Cinematograful Corso
- Cinematograful DIANA
- Cinematograful Eforia
- Cinematograful Excelsior
- Cinematograful Fantasio
- Cinematograful Femina
- Cinematograful Florida
- Cinematograful Franklin
- Cinematograful Gioconda
- Cinematograful Gloria
- Cinematograful Isbânda
- Cinematograful Luxor
- Cinematograful Marconi
- Cinematograful Milano
- Cinematograful Model
- Cinematograful Nero
- Cinematograful Nissa
- Cinematograful Odeon
- Cinematograful Omnia
- Cinematograful Orfeu
- Cinematograful Rahova
- Cinematograful Rigoletto
- Cinematograful Ritz
- Cinematograful Scala
- Cinematograful Select
- Cinematograful Tineretului
- Cinematograful Tivoli
- Cinematograful Trianon
- Cinematograful Tomis
- Cinematograful Unirea
- Cinematograful Venus
- Cinematograful Vergu
- Cinematograful Volga
- Cinematograful Victoria

## Anul 1950
Numele și adresa următoarelor săli de cinematograf sunt preluate din ziarul România Liberă
- Cinematograful 7 Noiembrie
- Cinematograful Aida
- Cinematograful Apollo
- Cinematograful Avrig
- Cinematograful Capitol
- Cinematograful Cultural
- Cinematograful Dacia
- Cinematograful Flacăra
- Cinematograful Florida
- Cinematograful Grivița
- Cinematograful Izbânda
- Cinematograful Lira
- Cinematograful Lumina
- Cinematograful Marconi
- Cinematograful Marna
- Cinematograful Maxim Gorki
- Cinematograful Milano
- Cinematograful Miorița
- Cinematograful Model
- Cinematograful Moșilor
- Cinematograful Noni
- Cinematograful Odeon
- Cinematograful Patria
- Cinematograful Pax
- Cinematograful Popular
- Cinematograful Rahova
- Cinematograful Scala
- Cinematograful Timpuri Noui
- Cinematograful Tomis
- Cinematograful Trianon
- Cinematograful Triumf
- Cinematograful Unic
- Cinematograful Unirea
- Cinematograful Victoria
- Cinematograful Volga

## Anul 1963
Numele și adresa următoarelor săli de cinematograf sunt preluate din ziarul Informația Bucureștiului
- Cinematograful 1 Mai (bd. 1 Mai 322)
- Cinematograful 8 Mai (str. Lizeanu 19)
- Cinematograful 8 Martie (str. Buzești 5-11)
- Cinematograful 13 Septembrie (str. Doamnei 9)
- Cinematograful 16 Februarie (bd. 30 Decembrie 89)
- Cinematograful 23 August (bd. Dimitrov 118)
- Cinematograful 30 Decembrie (calea Ferentari 86)
- Cinematograful Alex Popov (calea Griviței 137)
- Cinematograful Alexandru Sahia (cal. Văcăreși 21)
- Cinematograful Arta (calea Călărași 153)
- Cinematograful Aurel Vlaicu (șos. Cotroceni 9)
- Cinematograful B. Delavrancea (bd. Libertății 70-72)
- Cinematograful București (bd. 6 Martie 6)
- Cinematograful Capitol (bd. 6 Martie 16)
- Cinematograful Carpați (fostul Magheru bd. Magheru 29)
- Cinematograful Central (bd. 6 Martie 2)
- Cinematograful Constantin David (șos. Crângași 42)
- Cinematograful Cultural (calea Griviței 196)
- Cinematograful Donca Simo (str. Avrig 1)
- Cinematograful Drumul Serii (str. Drumul Serii 30)
- Cinematograful Elena Pavel (bd. 6 Martie 14)
- Cinematograful Feroviar (fostul Gh. Doja, calea Griviței 80)
- Cinematograful Flacăra (cal. Dudești 22)
- Cinematograful Floreasca (str I.S. Bach 2 / din februarie 1960)
- Cinematograful George Bacovia (șos. Giurgiului 3)
- Cinematograful George Coșbuc (Piața G. Coșbuc 1)
- Cinematograful Gh. Doja (calea Greiviței 80)
- Cinematograful Grădina Dinamo (Calea Floreasca 20-22)
- Cinematograful Grivița (Pța. Ilie Pintilie 2)
- Cinematograful I.C. Frimu (bd. 6 Martie 16)
- Cinematograful Ilie Pintilie (șos. Colentina 84)
- Cinematograful Înfrățirea între popoare (bd. Bucureștii Noi 66)
- Cinematograful Laminorul (bd. Bucureștii Noi 166)
- Cinematograful Libertății (str. 11 Iunie 75)
- Cinematograful Luceafărul (Calea Rahovei 118)
- Cinematograful Lumina (bd. 6 Martie 12)
- Cinematograful Magheru (bd. Magheru 29) redenumit Carpați
- Cinematograful Maxim Gorki (str. 13 Decembrie 5–7)
- Cinematograful Mihai Eminescu (str. Eminescu 127)
- Cinematograful Miorița (Calea Moșilor 127)
- Cinematograful Moșilor (Calea Moșilor 221)
- Cinematograful Munca (șos. Mihai Bravu 221)
- Cinematograful Olga Bancic (cal. 13 Septembrie 196)
- Cinematograful Patria (bd. Magheru 12–14)
- Cinematograful Popular (str. Mătăsari 31)
- Cinematograful Republica (bd. Magheru 2)
- Cinematograful Sala Palatului
- Cinematograful Timpuri Noi (bd. 6 Martie 18)
- Cinematograful Tineretului (Calea Victoriei 48)
- Cinematograful Tudor Vladimirescu (cal. Dudești 97)
- Cinematograful Unirea (bd. 1 Mai 143)
- Cinematograful Vasile Alecsandri (str. E. Grigorescu 24)
- Cinematograful Vasile Roaită (bd. 1 Mai 57)
- Cinematograful Victoria (bd. 6 Martie 7)
- Cinematograful Volga (șos. Ilie Pintilie 61)

## Anul 1974
- Cinematograful Arta (calea Călărași 153)
- Cinematograful Aurora

- Cinematograful București (bd. 6 Martie 6)
- Cinematograful Buzești (str. Buzești 5-11)
- Cinematograful Bucegi

- Cinematograful Capitol (fostul I. C. Frimu, bd. 6 Martie 16)
- Cinematograful Casa filmului
- Cinematograful Central (bd. 6 Martie 2)
- Cinematograful Cinemateca (Sala Union)
- Cinematograful Cosmos
- Cinematograful Cotroceni ()
- Cinematograful Crîngași

- Cinematograful Dacia
- Cinematograful Doina ()
- Cinematograful Drumul Sării

- Cinematograful Excelsior

- Cinematograful Favorit (Drumul Taberei)
- Cinematograful Ferentari
- Cinematograful Feroviar (fostul Gh. Doja, calea Greiviței 80)
- Cinematograful Festival
- Cinematograful Flamura
- Cinematograful Floreasca (str I.S. Bach 2 / din februarie 1960)

- Cinematograful Giulești
- Cinematograful Gloria ()
- Cinematograful Grivița (Pța. Ilie Pintilie 2)

- Cinematograful Lira
- Cinematograful Luceafărul (Calea Rahovei 118)
- Cinematograful Lumina (bd. 6 Martie 12)

- Cinematograful Melodia ()
- Cinematograful Miorița
- Cinematograful Modern
- Cinematograful Moșilor (Calea Moșilor 221)

- Cinematograful Pacea
- Cinematograful Patria (bd. Magheru 12–14)
- Cinematograful Popular (str. Mătăsari 31)
- Cinematograful Progresul

- Cinematograful Rahova

- Cinematograful Scala
- Cinematograful Timpuri Noi (bd. 6 Martie 18)
- Cinematograful Tomis

- Cinematograful Unirea (bd. 1 Mai 143)

- Cinematograful Victoria (bd. 6 Martie 7)
- Cinematograful Viitorul
- Cinematograful Volga (șos. Ilie Pintilie 61)

## Foste cinematografe după 1989
- CinemaPro
- Cinema Aurora
- Cinema Corso
- Cinema Dacia-Marconi
- Cinema Eforie
- Cinema Favorit (Drumul Taberei)
- Cinematograful Festival
- Cinema Flamura
- Cinema Gloria
- Cinema Lira
- Cinema Lumina
- Cinema Patria
- Cinema Scala
- Cinema Studio
- Cinematograful București
- Cinematograful Casa Americii Latine
- Cinematograful Cotroceni
- Cinematograful Cultural
- Cinematograful Drumul Sării

- Cinematograful Jimusho  (fostul Studio Martin)
- Cinematograful La Motor
- Cinematograful Viitorul